# إثنين الغياث
إثنين الغياث جماعة قروية في عمالة آسفي ،المغرب يوجد بين الطريق الوطنية الرابطة بين آسفي والصويرة.
1. ↑  الموقع، إدارة (9 نوفمبر 2023). "أمام فضيحة رئيس جماعة اثنين الغياث.. عامل أسفي لا يهمه نزاهة العمل بقدر ما يهمه الحفاظ على كرسيه على حساب أبناء الإقليم". هبة زووم | Hibazoom. مؤرشف من الأصل في 2024-01-31. اطلع عليه بتاريخ 2024-01-31.